# Miriam A. Locher
Miriam A. Locher (geboren 1972 in Genf) ist eine Schweizer Anglistin. Sie ist seit 2008 Professorin für englische Linguistik an der Universität Basel.  

## Werdegang
Miriam A. Locher studierte an der Universität Zürich englische Literatur und Linguistik, allgemeine Geschichte und britische und amerikanische Geschichte. Sie schloss 1998 mit dem Lizentiat ab. Von 1999 bis 2001 promovierte sie an der Universität Bern bei Richard Watts über Höflichkeit und Konflikt in Sprechsituationen. Von 1999 bis 2000 und 2001 bis 2002 war sie Assistentin an den Universitäten Bern und Zürich. Von 2000 bis 2001 war sie Gastwissenschaftlerin an der Georgetown University in Washington, D. C. Von 2002 bis 2008 war sie Oberassistentin an der Universität Bern. 2005 habilitierte sie dort über Online-Gesundheitsberatung in den USA. Seit 2008 ist sie Professorin für englische Linguistik an der Universität Basel.

## Forschung
Forschungsschwerpunkte von Locher sind Soziolinguistik, Diskursanalyse, Gesprächsanalyse sowie Textlinguistik. Sie verknüpft dabei korpuslinguistische Methoden mit der Qualitätsanalyse. Für ihre Forschung zu Höflichkeit entwickelte sie den Ansatz des „relational work“, mittels dem verschiedene Grade der situativen Angemessenheit von Äusserungen  berücksichtigt werden können. Sie betreute die SNF-Forschungsprojekte Life (Beyond) Writing: Illness Narratives (2009–2012) und Language and Health Online (2012–2016).

## Schriften
- Miriam A. Locher: Power and Politeness in Action; Disagreements in Oral Communication (= Language, Power and Social Process. Nr. 12). De Gruyter Mouton, Berlin 2004, ISBN 3-11-018006-5, doi:10.1515/9783110926552.
- Miriam A. Locher: Advice online; advice-giving in an American Internet health column (= Pragmatics and beyond. New series. Nr. 149). John Benjamins Publishing Company, Amsterdam 2006, ISBN 90-272-5392-7.
- Miriam A. Locher: Reflective Writing in Medical Practice; A Linguistic Perspective. Multilingual Matter, Bristol 2017, ISBN 978-1-78309-823-1.